# キャピトル・リーフ国立公園
キャピトル・リーフ国立公園（キャピトル・リーフこくりつこうえん、Capitol Reef National Park）は、ユタ州南央部の米国の国立公園である。長さは160km（100マイル）で、かなり細長い。公園の設立は1971年、面積は979 km²（378平方マイル）。年間を通して開いているが、最も人気の季節は5月から9月までである。
キャピトル・リーフ国立公園は、地元の篤志家（英語版原文は、booster）であるエフライム・P・ペクトル (Ephraim P. Pectol) とジョセフ・S・ヒックマン (Joseph S. Hickman) によって1920年代に「ウエイン・ワンダーランド」 ("Wayne Wonderland") と呼ばれた。色とりどりの峡谷、尾根、切り立った丘、石柱を保護している。ウォーターポケット褶曲 (Waterpocket Fold) と呼ばれる約120 km（75 マイル）の長い隆起は、サウザンド・レイク山 (Thousand Lake Mountain) から南方にパウエル湖 (Lake Powell) までごつごつした背骨のように延び、公園の境界内で保護されている。キャピトル・リーフは、フレモント川 (Fremont River) 近くの特にごつごつして壮大なウォーターポケット褶曲の一部の名前である。この地域は、ウォーターポケット褶曲上をフレモント川 (Fremont River) からプレザント川 (Pleasant Creek) まで続くナバホ砂岩の白いドームと崖‐多少米国国会議事堂ビルのようにみえる‐に因んで名付けられた。地元の言葉の リーフ は、旅の妨げとなる岩の障害物を指す。
わずか数十年前まで、キャピトル・リーフとウォーターポケット褶曲のある場所は、米国本土の片田舎の一つであった。1962年に、フレモント川峡谷を通る舗装されたユタ州道24号線の建設によって、行きやすい場所となった。

## 地理

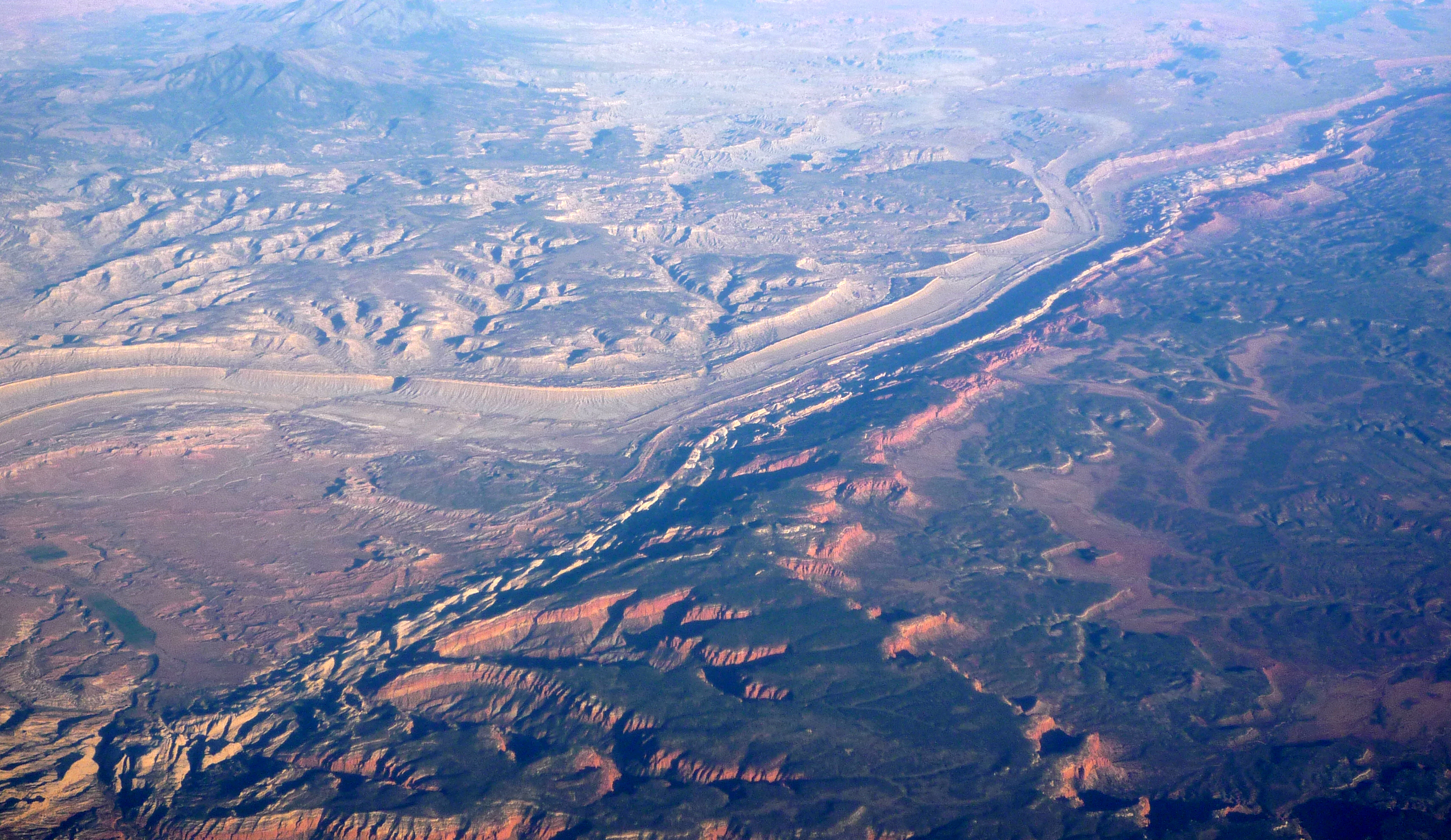
ウォーターポケット褶曲 (Waterpocket Fold)

キャピトル・リーフには、ウォーターポケット褶曲、すなわち6,500万歳の地殻のしわがある。この褶曲の中で、新旧の地層が互いにS字形に折り重なっている。このしわは、おそらくロッキー山脈を造り出したものと同じ大陸プレートの衝突が原因でできたもので、数千年もの長きにわたり風雨にさらされ、浸食を受け、岩石層と化石を露出している。公園は、鮮やかな色をした砂岩の崖、輝く白いドーム、対照的な石と土の層で満ちている。
この地域は、ウォーターポケット褶曲上をフレモント川 (Fremont River) からプレザント川 (Pleasant Creek) まで続くナバホ砂岩の白いドームと崖‐多少米国国会議事堂ビルのようにみえる‐に因んで名付けられた。
この褶曲は、南北に走る障害物となり、今日でもほとんど道路が通っていない。初期の開拓者は、平行な通り抜けられない尾根を「リーフ」と呼んだ。ここから公園の後ろ半分の名が付いた。1962年、この地を通る最初の舗装道路が建設された。今日では、ユタ州道24号線が、公園を横切りキャニオンランズ国立公園とブライス・キャニオン国立公園の間を東西に走るが、起伏の激しい風景を侵す舗装道路はそれ以外にはほとんどない。
公園には多くの峡谷、崖、塔、ドーム、橋がある。フレモント川はウォーターポケット褶曲の一部に峡谷を切り開いているが、公園のほとんどは乾燥した砂漠である。眺めの良い自動車道が、観光客をいくつかの見所へと案内するが、その道は主要幹線道路からわずか数マイルしか延びていない。数百マイルの歩道や未舗装道路が、より冒険好きな人を同じく眺めの良い奥地へと導く。

## 歴史

### インディアンとモルモン教徒
フレモント文化期のインディアンが、西暦1000年頃、キャピトル･リーフ・ウォーターポケット褶曲の北部の年間を通じて流れるフレモント川の近くに住んでいた。彼等は灌漑によりレンズマメ、トウモロコシ、カボチャを栽培し、穀物を石でできた穀物倉に貯蔵した（一部はその地に散らばる夥しい黒い玄武岩の巨石で造られた）。13世紀に、この地域のすべてのインディアンの文化は、おそらくは長期の旱魃のために、急激な変化を経験した。フレモント人の入植地と田畑は放棄された。
フレモント人が去った後何年もしてから、パイユート族がこの地に移り住んだ。これらのヌーミック語を話す人々は、フレモントの穀物倉を「モキの小屋」 (moki huts) と名づけ、小人、すなわち「モキ」族の家と考えた。
1872年、アラン・H・トンプソン (Alan H. Thompson) は、アメリカ陸軍ジョン・ウェズリー・パウエル (John Wesely Powell) 少佐の探検に測量技師として参加し、その地の調査時にウォーターポケット褶曲を横切った。その後、地質学者クラレンス・ダットン (Clarence Dutton) は、地域の地質を研究するため幾度かの夏を費やした。しかしながら、いずれの探検もウォーターポケット褶曲をあまり詳しく調査しなかった。それは、今となっては、信じられないほど洗練されておらず、許されないものであった。

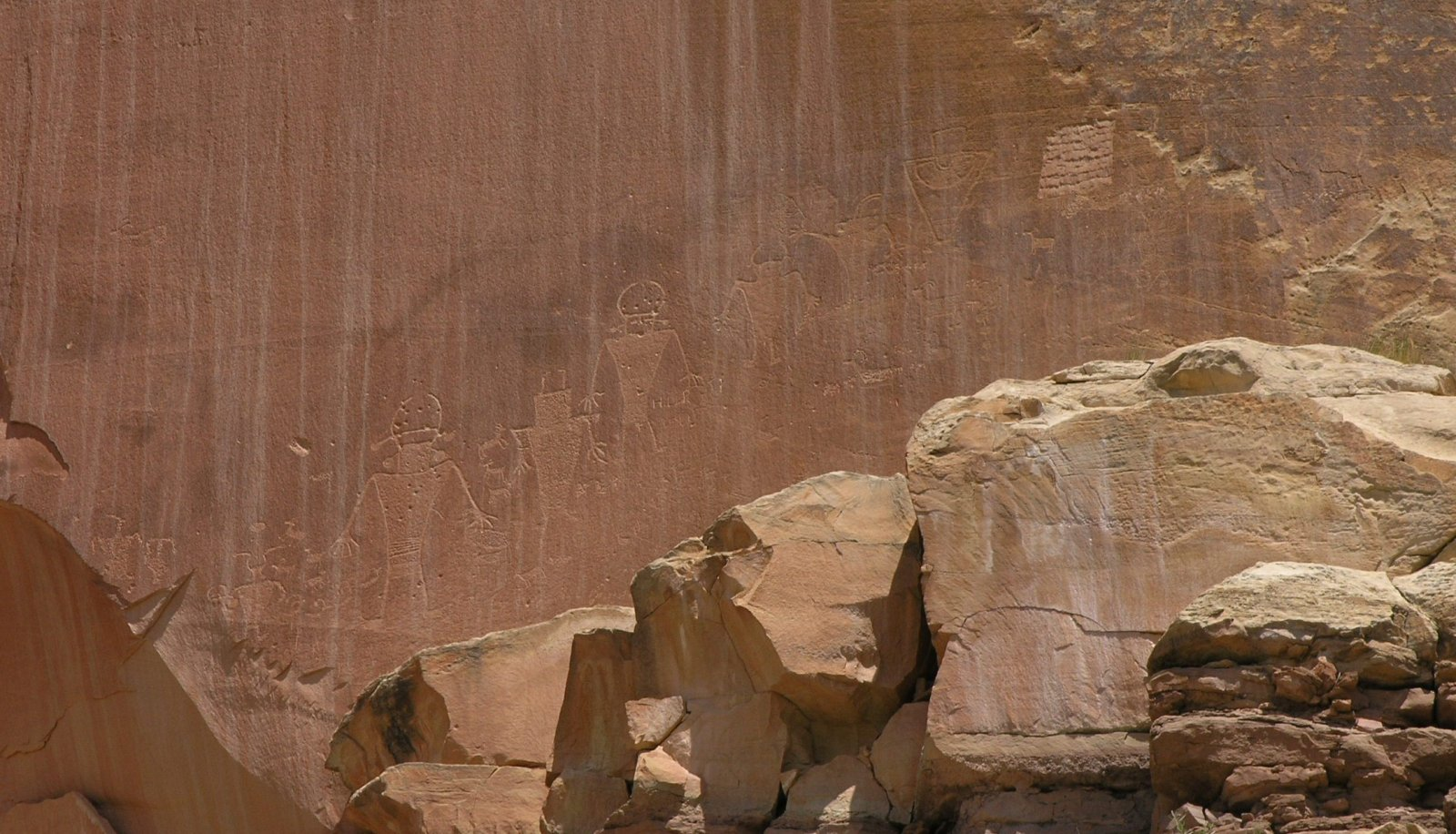
公園内にある岩絵

南北戦争の後、ソルトレイクシティの末日聖徒イエス・キリスト教会の人々は、インターマウンテン・ウエストと呼ばれるロッキー山脈とカスケード山脈、シエラネバダ山脈の間の非常に辺鄙な場所に「伝道本部」を設立しようとした。1866年、先住民を襲撃するため、モルモン教徒の準軍事遠征隊が、西方の奥地にある谷まで侵入した。1870年代、開拓者はこれらの谷に移り住み、結局はロア (Loa) 、フレモント、ライマン (Lyman) 、ビックネル (Bicknell) 、トリー (Torrey) の町を築いた。
モルモン教徒は、1880年代には、フレモント渓谷 (Fremont River valley) に定住し、ジャンクション (Junction) （後の「フルータ」 (Fruita) ）、 ケインヴィル (Caineville) 、アルドリッジ (Aldridge) の町を築いた。フルータは栄え、ケインヴィルはかろうじて生き延び、アルドリッジは滅んだ。20世紀初めには、農耕に加え、石灰石から石灰が抽出されたり、ウランが採掘されていた。1904年、この地のウラン鉱床の採掘権が初めて主張された。その結果できたグランド・ウォッシュ (Grand Wash) のオリアー鉱山 (Olyer Mine) は、ウラン鉱石を産出した。
1920年まで、仕事は大変だったが、フルータでの暮らしは悪くなかった。フレモント川の肥沃な氾濫原では同時に10以上の家族を維持できず、年を重ねるにつれ、土地の所有者は変わった。地域は孤立したままだった。集落は後に放棄され、さらにその後、いくつかの建物が国立公園局によって復元された。かつて石灰を生産するために用いられたキルンが、サルファー川 (Sulphur Creek) の中とシーニック・ドライブ (Scenic Drive) のキャンプ場の近くでまだ見られる。 

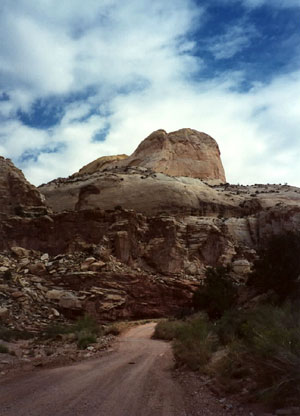
たくさんある白い砂岩ドームのうちのいくつか

### 初期における保護の試み
地元のエフライム・ポーター・ペクトルは、1921年、「ブースター・クラブ」 (Boosters Club) をトリーの町で組織した。ペクトルは、雑誌や新聞に送るための情報を供給し、宣伝キャンペーンを行った。キャンペーンを行う中で、彼は、次第に義理の兄弟であるジョセフ・S・ヒックマンによって支援を受けるようになった。ヒックマンは、ウエイン郡高校 (Wayne County High School) の校長であった。1924年、ヒックマンは、ウエイン郡全体のウエイン・ワンダーランド・クラブを組織し、地域社会を宣伝の努力に巻き込んだ。同じ年、ヒックマンはユタ州議会議員に選ばれた。
ペクトルは、ウエイン・ワンダーランド・クラブを受け継いだ南ユタ・アソシエイテッド・シヴィックス・クラブ (Associated Civics Club of Southern Utah) の主宰者に選ばれた。クラブは、ソルトレイク・シティの写真家を一連の宣伝用の写真撮影に関与させるため150ドルの寄付金を集めた。数年間にわたり、その写真家 - J・E・ブローダス (J.E. Broaddus) - は、「ウエイン・ワンダーランド」を旅し、講演した。
1933年、ペクトル自身は州議会議員に選ばれ、ほぼその直後にフランクリン・ルーズベルト大統領に連絡を取り、キャピトル・リーフ地域の大半を成す連邦政府の土地から「ウエイン・ワンダーランド国定公園」("Wayne Wonderland National Monument") を創設することを依頼した。連邦政府機関は、予備調査と境界の評価を始めた。その間、ペクトルは政府の調査官を数多くの旅行に案内し、増え続ける訪問者をエスコートした。ブローダスの講演は効果をあげ続けた。
ルーズベルト大統領は、1937年8月2日、キャピトル・リーフ国定公園 (Capitol Reef National Monument) を設立する布告を行った。布告第2246号において、ルーズベルト大統領は、キャピトル・リーフ地域の 152 km²（37,711 エーカー）を公園とした。これは現在のユタ州道24号線の北約3 km（2マイル）からキャピトル・ゴージ (Capitol Gorge) のすぐ近くの南約16 km（10 マイル）まで広がる地域から成っていた。世界恐慌の時代に新管理機関である国立公園局 (NPS) は、人員を削減された。キャピトル・リーフの管理のための資金は存在しなかった。このため最初の公園監督官が到着するのはずっと後のこととなった。

### モニュメントの管理
新しいモニュメントは、ザイオン国立公園の管理下に置かれた。しかし、公園監督官の石の小屋とサルファー川橋 (Sulphur Creek bridge) の建設と道路工事は、民間資源局 (Civilian Conservation Corps) と公共事業促進局が行った。チャールズ・ケリー (Charles Kelly) という名の歴史家兼印刷工は、ザイオンの国立公園局の職員を良く知るようになり、国立公園局のために公園の「番犬」を買って出た。1943年、彼は公式に「無給の管理人」 ("custodian-without-pay") に任じられた。彼は、国立公園局が初代の責任者という役職を提示する1950年まで、ずっとボランティアとして無給で働いた。
1950年代、彼は、キャピトル・リーフ国定公園はウランの探査に門戸を開かねばならないというアメリカ原子力委員会の要求を受け入れる国立公園局の管理者に心を悩まされた。彼は、決定は誤りであり、長期的には国益を損なうものだと感じた。後で分かったことだが、モニュメントには採掘するに足る十分な鉱石がなかった。
ケリーが国定公園を保護し、規制を強化する追加的恒久支援を得たのは1958年のことだった。すなわち、公園監督官グラント・クラーク (Grant Clark) がザイオン国立公園から転勤してきた。クラークが来た年、56,000人の観光客が公園を訪れ、チャーリー・ケリーは、十分に働いてこの年を最後に退職した。
1960年代（ミッション66というプログラムの名の下に）、国立公園局は急増する観光客の要求に応えるため全国的に新しい設備を設けた。キャピトル・リーフでは、フルータの53のキャンプ場、職員向け舎宅、新しいビジター・センターが建設された。ビジター・センターは1966年にオープンした。
訪問者数は、1962年、フルータの近くのフレモント川を通る舗装された全天候に対応したユタ州道24号線が建設されてから急増した。ユタ州道24号線は、約16 km（10 マイル）南の、しばしば冠水した狭いキャピトル・ゴージ荷馬車道路に取って代わった。旧道はそれ以来歩行者用にのみ供されている。1967年、146,598人の人が公園を訪れた。職員も増加した。
1960年代を通じ、国立公園局はフルータとプレザント川の私有地の購入を進めた。ほぼすべての私有財産は、「自発的な買い手‐自発的な売り手」という形で公有財産となった。
保護主義者達は、リンドン・ジョンソン大統領が職を辞す直前の1968年に、大統領に広大な公有地を公園にすることを首尾よく納得させた。大統領布告第3888号により、さらに 870 km²（215,056 エーカー）が、国立公園局の管理下に置かれた。1970年には、キャピトル・リーフ国定公園は、1,028 km²（254,251 エーカー）の広さになっており、サウザンド・レイク山 (Thousand Lake Mountain) から南東にほぼコロラド川まで広がっていた。布告は地元では非常に物議を醸し、また増えた土地を適切に管理するには国定公園の国立公園局の職員は不十分であった。

### 国立公園の地位

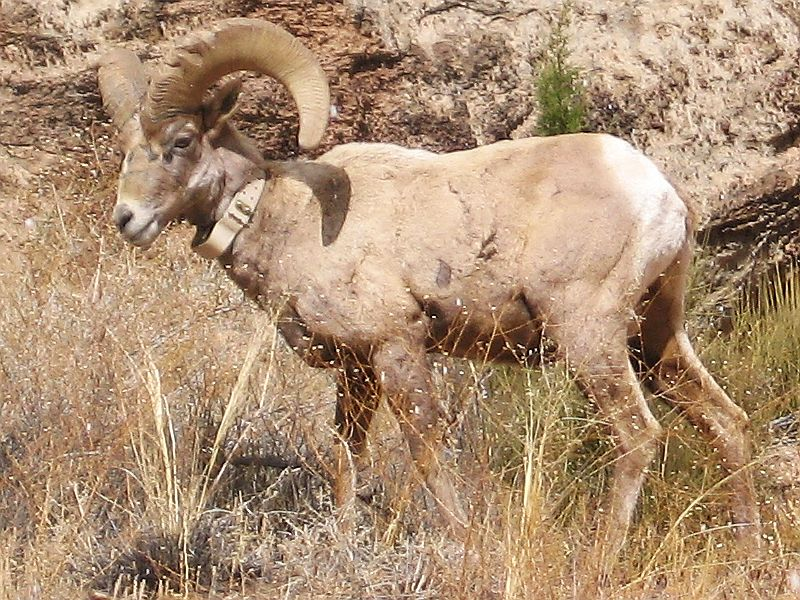
ビッグホーン

国定公園の大幅な拡張と観光資源の多様性は、まもなく別の論争を巻き起こした。すなわち、キャピトル・リーフは国定公園ではなくむしろ国立公園となるべきではないかという論争である。2法案がアメリカ合衆国議会に提出された。
ユタ州の下院議員ローレンス・J・バートン (Laurence J. Burton) は、下院に法案 (H.R. 17152) を提出し、728 km²（180,000エーカー）の国立公園と付属する194 km²（48,000エーカー）の恒久的な複合利用（放牧を含む）が可能な国立レクリエーション地域を求めた。 一方、アメリカ合衆国上院では、1970年7月1日に531号法案が既に通過しており、そこでは930 km²（230,000エーカー）の国立公園のみが規定されていた。法案は、25年間にわたっての放牧の段階的廃止を求めていた。
1970年9月、アメリカ合衆国内務省の当局者は、下院小委員会に約1,027 km²（254,000エーカー）の土地を国立公園の用に供するよう申し入れると述べた。また、放牧の段階的な廃止期間は25年ではなく10年とするよう提言した。付属するレクリエーション地域には賛成しなかった。
議会の行動は1971年後半まで終わらなかった。その時までに第92回アメリカ合衆国議会は始まっており、第531号法案は支持を失っていた。新法案第29号が、ユタ州上院議員フランク・E・モス (Frank E. Moss) によって上院に提出された。この法案は、キャピトル・リーフ国立公園に42 km²（10,834 エーカー）の公有地の追加を求めている点を除けば、基本的には廃案となった531号と同じであった。下院でユタ州下院議員K・ガン・マッケイ (K. Gunn McKay) は、（ロイド下院議員と共同で）下院法案第9053号を、廃案となった下院法案第17152号の代わりに提案した。この頃には、下院の法案は付属のキャピトル・リーフ国立レクリエーション地域の構想を取り下げ、継続的な放牧に25年の制限を設けるという上院の考えを採用していた。内務省は、まだ国立公園を1,029 km²（254,368 エーカー）とし、放牧の段階的廃止期間を10年にすることを提言し続けていた。
上院の第29号法案が6月に上院を通過し、下院に送られた。その後、下院は自らの法案を撤回し上院の法案に修正を加えて可決した。上院は下院の修正に同意しなかったため、アメリカ合衆国両院協議会で意見の相違について解決が図られた。両院協議会は合意文書を1971年11月30日に発表した。法律—「ユタ州でのキャピトル・リーフ国立公園の設立に関する法律」 ("An Act to Establish The Capitol Reef National Park in the State of Utah")—は、リチャード・ニクソン大統領によって署名された1971年12月18日に公法92-207号 (Public Law 92-207) となった。

## 地質
公園を含む地域は、かつてペルム紀に押し寄せてきた古代の浅い海の海辺であり、この海がカトラー層 (Cutler Formation) を生んだ。カトラー層の最も新しい層、ホワイト・リム層の砂岩だけが公園内で露出している。深くなる海は炭酸塩堆積物を残し、カイバブ石灰岩層 (Kaibab Limestone) を形成した。同じ地層はグランド・キャニオンの南西を縁取っている。
三畳紀には、川が赤茶のシルトを堆積させ、これが後にモエンコピ層 (Moenkopi Formation) の泥岩となった。隆起と侵食が続いた。礫岩自体と丸太、砂、泥、風に運ばれた火山灰が、ウランを含有するチンル層 (Chinle Formation) を形成した。

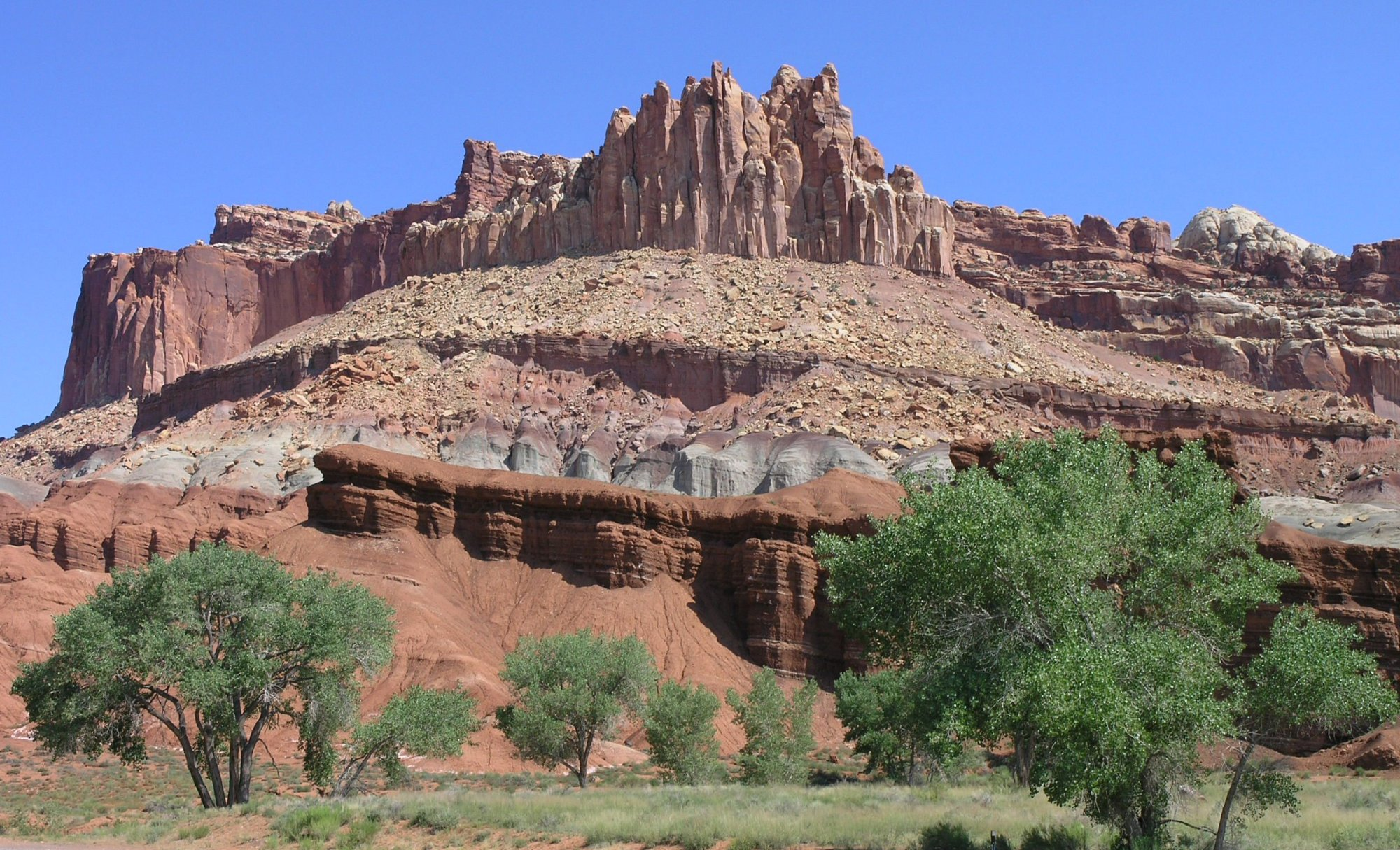
ビジター・センターから見たキャッスル

グレン・キャニオン・グループ (Glen Canyon Group) の地層群はいずれも三畳紀中期から後期の乾燥が進んだ時期に形成された。この地層群には次のものが含まれる。
- ウィンゲイト砂岩 (Wingate Sandstone) - 古代の海辺の砂丘
- カヤンタ層 (Kayenta Formation) - 川底や平野の緩やかな流れに堆積した薄層理の砂
- ナバホ砂岩 (Navajo Sandstone) - 広大なサハラ砂漠のような砂漠で化石化した巨大な砂丘

サン・ラファエル・グループ (San Rafael Group) は、古い順に次の4つの三畳紀の地層から成る。
- カーメル層 (Carmel Formation): - 石膏、砂、石灰を含むシルトが、海水が周期的に氾濫する地溝であったかもしれない土地の中に積もった。
- エントラーダ砂岩 (Entrada Sandstone) -  海岸に近い環境にある砂州からできた砂岩
- カーティス層 (Curtis Formation): 礫岩、砂岩、頁岩でできている。
- サマーヴィル層 (Summerville Formation) - 干潟に堆積した赤茶の泥と白い砂

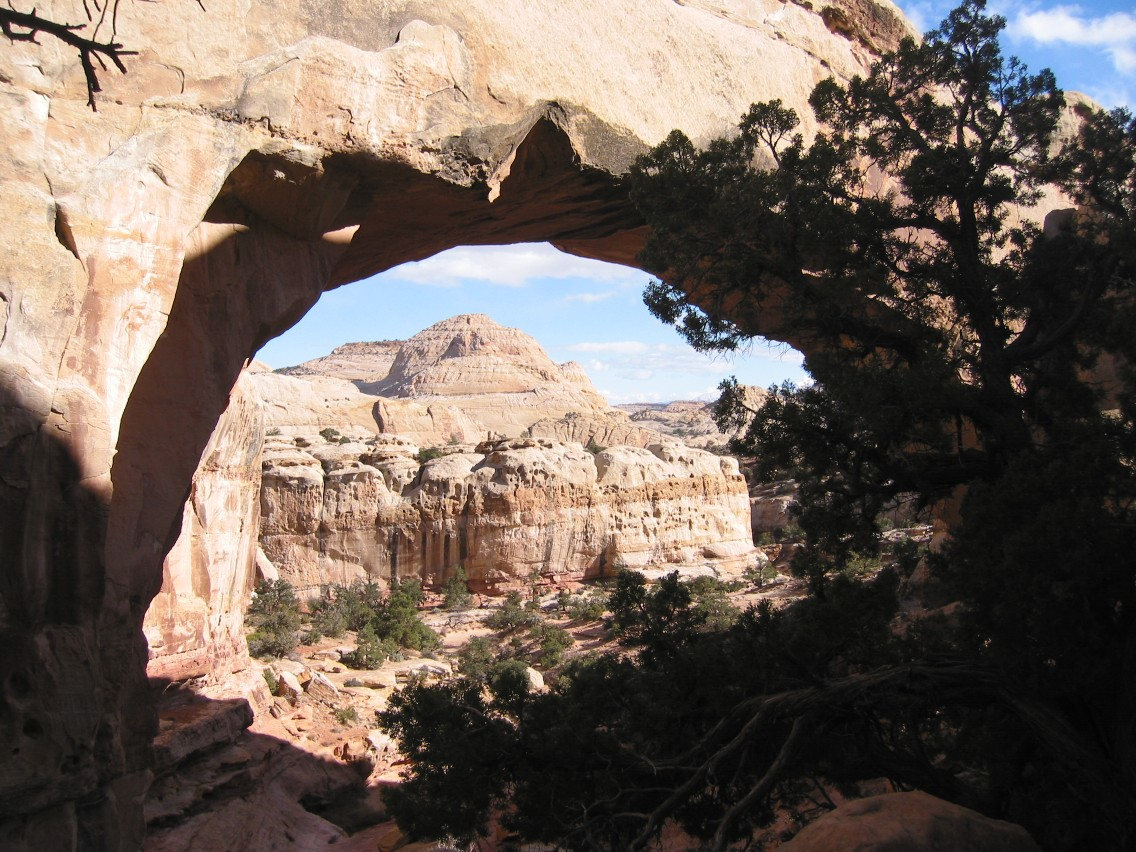
ヒックマン橋 (Hickman Bridge)

川が再び泥と砂をその河床に、湖床に、湿地の多い平野部に堆積させ、モリソン層 (Morrison Formation) を生み出した。白亜紀初期には、類似の非海成堆積物が積もり、ダコタ砂岩 (Dakota Sandstone) となった。最終的には白亜紀海路がダコタ砂岩を覆い、マンコス頁岩 (Mancos Shale) を堆積させた。
メサベルデ・グループ (Mesaverde Group) はわずかしか見つかっていない。公園の東側の地区にある2、3のメサを覆っている（メサ・ベルデ地域の地質参照）。 
白亜紀の終わり近くに、ララミー変動 (Laramide orogeny) と呼ばれる造山運動が、この地域を押し縮め、隆起させ始め、ロッキー山脈を形成し、公園内にウォーターポケット褶曲のような単斜層を生み出した。1,000から1,500万年前、コロラド高原の形成により、地域全体が以前よりはるかに隆起した。珍しいことに、この隆起は非常に均等なものであった。また、この時代に、火山活動や岩脈と岩床の貫入の形で、火成活動が起こった。
地域の水系が大幅に変わり、流れが急になったため、川は下方侵食の速度をあげ、場合によっては流れを変えた。更新世の氷期における湿潤な時代には、侵食率は増加した。

## 公園への訪問

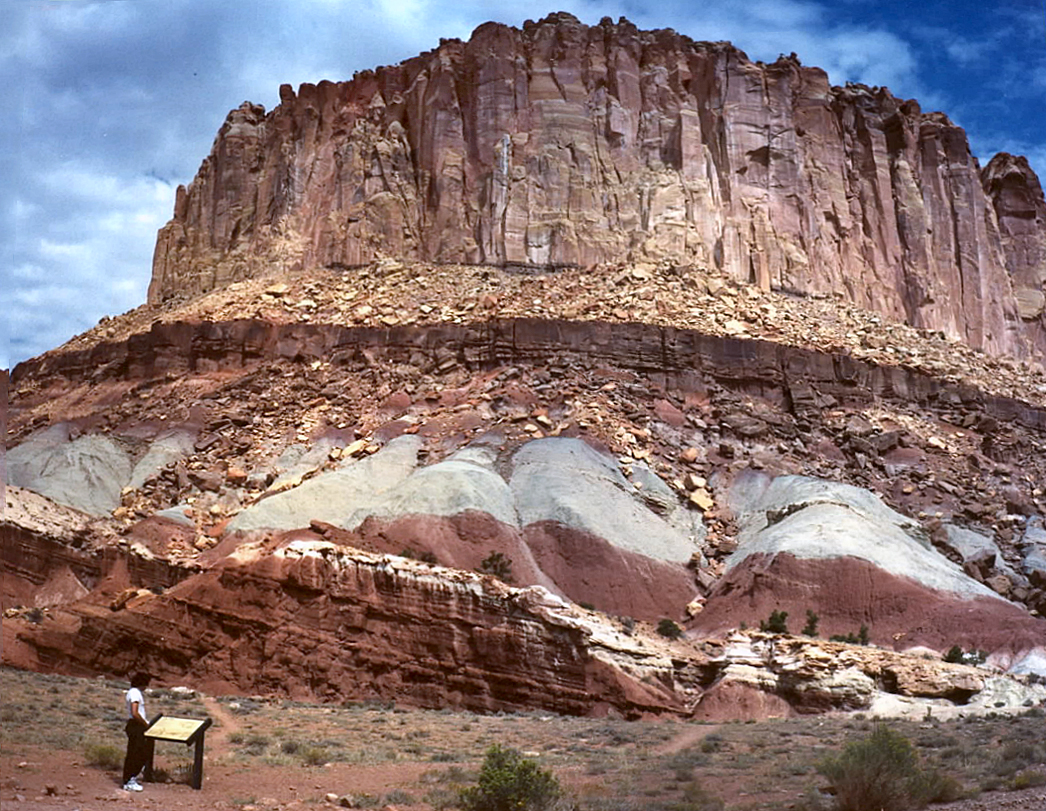
公園内の塔と岩石層

キャピトル・リーフ国立公園に最も近い町はトリーで、24号線沿いにビジター・センターの西8マイルにある。トリーは非常に小さいが、いくつかのモーテルとレストランがある。公園自体には大きなキャンプ場があるが、にぎわう夏の週末は午後早い時間までにはしばしば一杯になる。公園内での泊りがけのキャンプは、ビジター・センターの公園管理官の許可が必要である。
公園ではハイキング、乗馬、ドライブなどができる。公園内でマウンテンバイクに乗ることは禁止されているが、公園のすぐ外には多くの道がある。